# NGC 5148
NGC 5148 é uma galáxia espiral barrada (SBcd) localizada na direcção da constelação de Virgo. Possui uma declinação de +02° 18' 49" e uma ascensão recta de 13 horas, 26 minutos e 38,8 segundos.
A galáxia NGC 5148 foi descoberta em 30 de Abril de 1864 por Albert Marth.